# Éruption du Kīlauea en 1960
Vous lisez un « bon article » labellisé en 2012.
L'éruption du Kīlauea en 1960 est une éruption volcanique qui s'est déroulée du 13 janvier au 19 février 1960 sur le Kīlauea, le volcan le plus actif d'Hawaï, aux États-Unis. Elle fait suite à l'éruption de fin 1959 survenue dans le Kīlauea Iki, à proximité du sommet du volcan. Des fissures s'ouvrent à l'extrémité orientale de l'île d'Hawaï, juste à côté de la localité de Kapoho. Des fontaines de lave en jaillissent et forment une coulée qui progresse dans l'océan Pacifique. La lave menaçant les habitations, plusieurs digues de fortune sont successivement érigées mais elles sont rapidement débordées et Kapoho est finalement détruite. Au sommet du volcan, des séismes frappent les abords de la caldeira et trois effondrements affectent le fond du cratère du Halemaʻumaʻu avec une apparition de la lave, reliquat d'une précédente éruption. Après une éruption d'une durée d'un peu plus d'un mois qui est la troisième plus puissante du Kīlauea au XXe siècle, la lave a recouvert plus de 10 km2 de superficie, dont 2 km2 gagnés sur la mer, et a avancé le cap Kumukahi, le point le plus oriental de l'île d'Hawaï, un peu plus vers l'est.

## Contexte

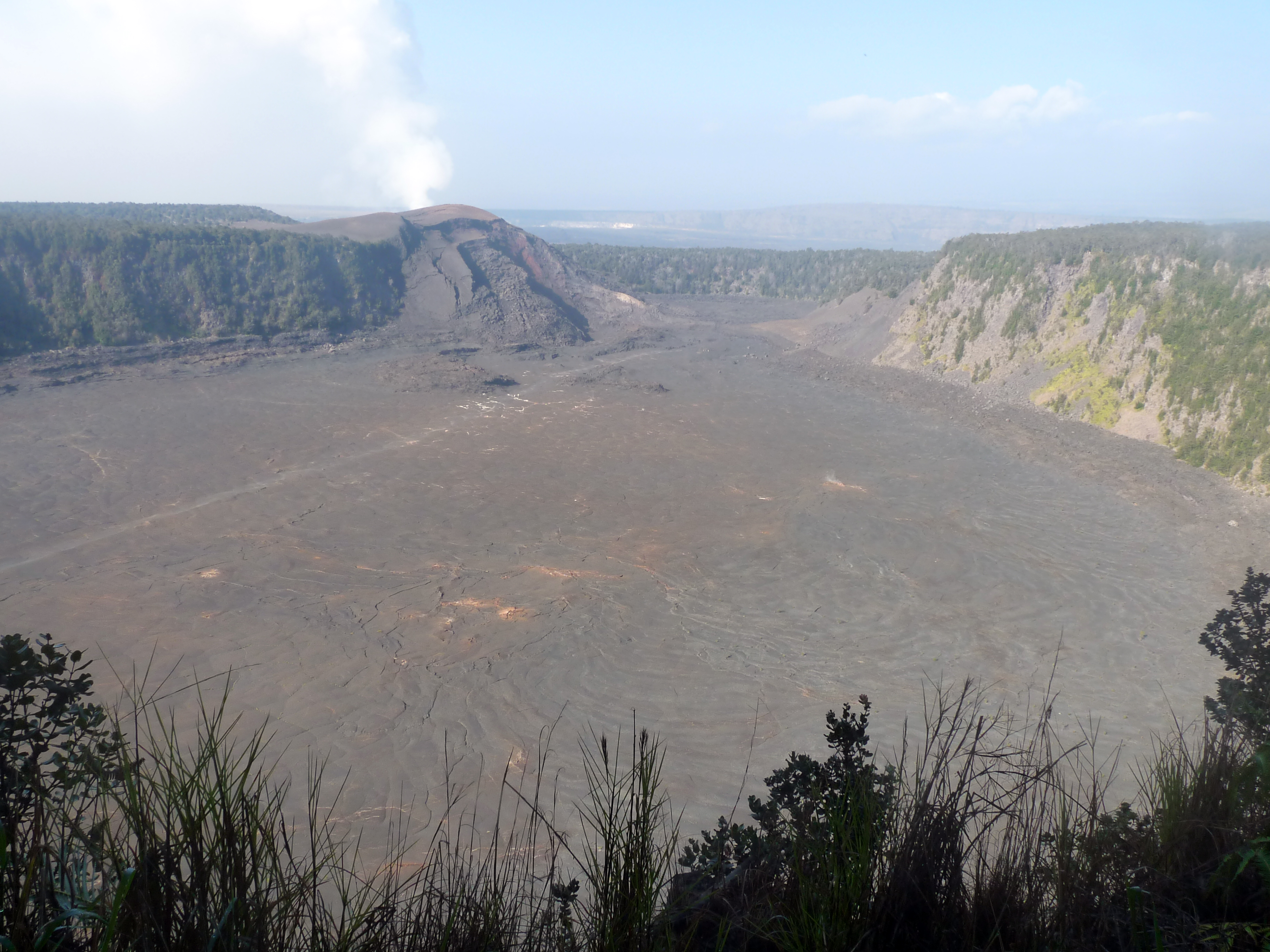
Vue générale du Kīlauea Iki, lieu de l'éruption de fin 1959 dont une partie de la lave de l'éruption de 1960 est issue.

À la fin 1959, du 14 novembre au 19 décembre, le Kīlauea est en éruption au niveau du cratère du Kīlauea Iki situé au sommet du volcan. Cette éruption est jugée exceptionnelle par les records établis et les phénomènes jamais observés auparavant : émission d'un volume de 102 × 106 m3 de lave sous la forme d'une fontaine de 580 mètres de hauteur,,, constitution d'un lac de lave d'une profondeur de 126,2 mètres où sont observés des vagues, des rapides, des cascades et des tourbillons de lave. Une communication à double-sens entre la chambre magmatique et la surface est établie, la lave refluant dans le réservoir souterrain entre deux fontaines de lave. Cette circulation est, avec l'arrivée d'une masse de magma supplémentaire dans la chambre magmatique, l'une des causes de l'éruption de 1960 puisqu'à la fin de l'éruption du Kīlauea Iki, l'intérieur du volcan contient plus de lave qu'au début de l'éruption,. Elle n'a ainsi pas eu pour effet de relâcher la pression interne du volcan qui se trouve même augmentée,. Une fois les fontaines de lave taries, les volcanologues de l'observatoire volcanologique d'Hawaï craignent le déclenchement d'une nouvelle éruption et restent en alerte. 

## Déroulement

### Prémices
Les craintes des volcanologues se confirment lorsque apparaît une première crise sismique juste après la fin de l'éruption du Kīlauea Iki le 21 décembre 1959 puis une seconde la première semaine de janvier 1960. Les épicentres sont situés à Kapoho, une petite localité à l'extrémité orientale du rift Est du Kīlauea, à une quarantaine de kilomètres à l'est du sommet du volcan, juste avant le cap Kumukahi, le point le plus oriental de l'île d'Hawaï. L'installation d'un nouveau sismographe le 12 janvier permet l'enregistrement de plus de mille secousses dans la journée au rythme maximal d'une toutes les dix secondes environ. Ces séismes gagnent en intensité le lendemain, juste avant 6 h, ce qui permet aux habitants de commencer à les ressentir. Ils font rejouer deux failles parallèles, celle de Kapoho passant juste sous la localité et celle de Koaʻe plus au nord.
À partir de 8 h, le mouvement de ces failles est visible en surface par la formation de deux escarpements d'une amplitude de 1,2 mètre pour la faille de Koaʻe et de 1 mètre pour celle de Kapoho. Ils délimitent un graben par l'affaissement des terrains situés entre les deux failles. Les routes menaçant d'être impraticables, le sol vibrant constamment, les grondements accompagnant les plus forts séismes décident les 300 habitants de Kapoho à quitter spontanément leur village, totalement évacué en début de soirée. Cet affaissement du sol et la brusque diminution de l'intensité des séismes, environ 1 500 encore enregistrés dans l'après-midi du 13 janvier, indiquent aux volcanologues l'imminence de l'éruption.

### Ouverture des fissures

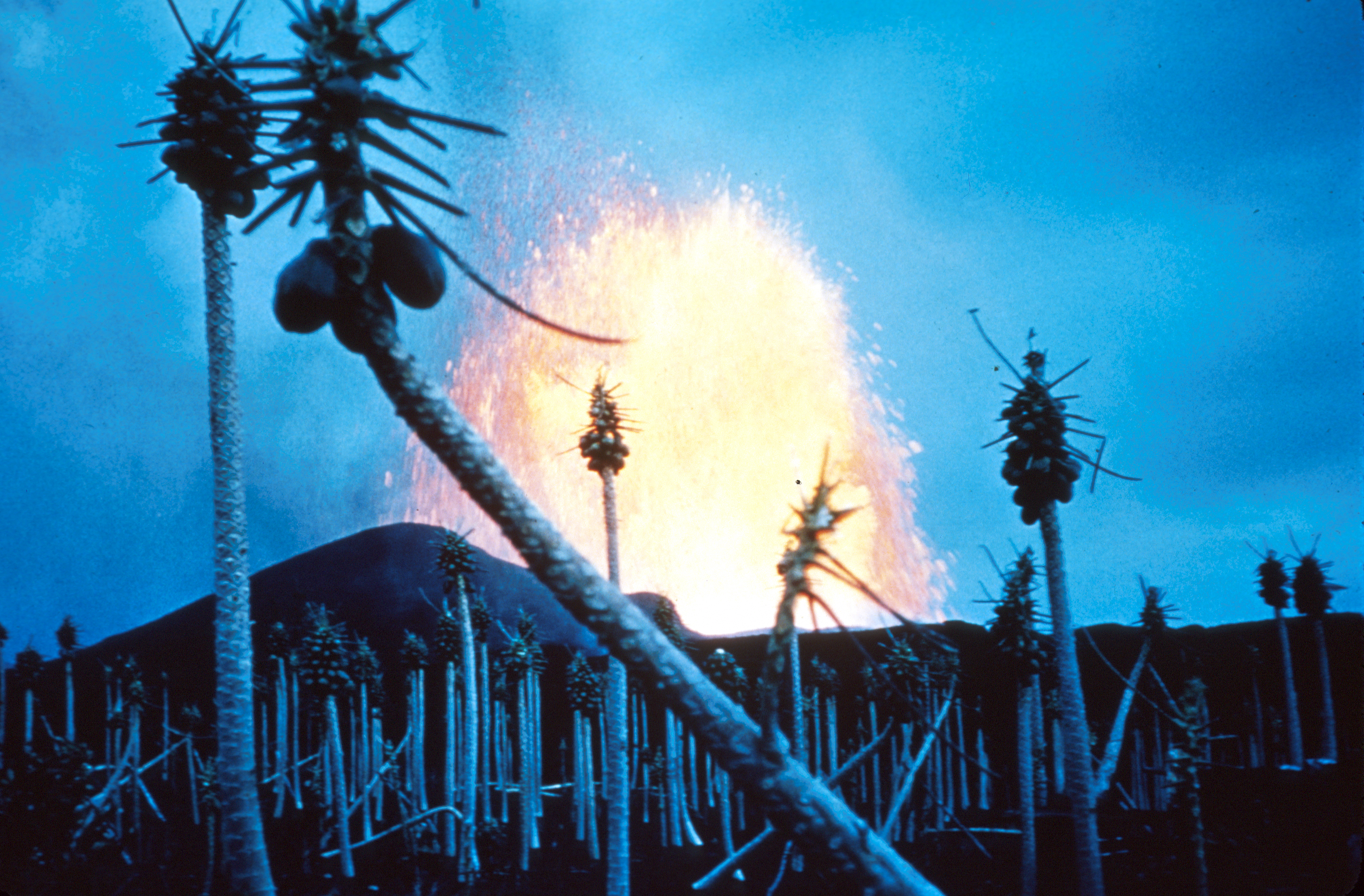
Vue de la fontaine de lave émergeant du cône volcanique avec des papayers ayant perdu leurs feuilles à leurs pieds.

Le 13 janvier à 19 h 35, le rougeoiement du ciel annonce le début de l'éruption. En trente minutes, des fissures alignées sur 900 mètres de longueur s'ouvrent dans le sol, à l'intérieur du graben, parallèlement aux deux failles, à 600 mètres au nord-ouest de Kapoho, à environ trente mètres d'altitude. L'activité volcanique cessera au bout de quelques heures sur les fissures aux extrémités en se concentrant sur quatre d'entre elles au centre. Des fontaines de lave d'une centaine de mètres de hauteur s'en échappent et forment immédiatement une coulée de lave ʻaʻā qui se dirige vers le nord-est, en direction de l'océan. Elle progresse dans des terrains peu pentus couverts d'une végétation dense, notamment des plantations de cocotiers, de papayers, d'orchidées et de caféiers, qui se consume et provoque des explosions lorsque le méthane relâché par les végétaux en décomposition s'enflamme. À minuit, la route côtière est coupée par la lave.
Dans la soirée, l'une des fissures est secouée par de violentes explosions provoquées par la vaporisation de l'eau souterraine d'origine incertaine, provenant soit de la nappe phréatique saumâtre, soit de l'eau de mer qui s'infiltre dans les failles. Les panaches de vapeur d'eau expulsés violemment de la fissure pendant onze heures sont parcourus de fragments de lave, incandescents ou refroidis, le tout dans un bruit assourdissant ressemblant à « un énorme chalumeau ou à une machine à vapeur géante »,. Ce fonctionnement particulier cohabite avec les fontaines de lave voisines qui soit rejettent uniquement de la lave sans explosion puissante, soit rejettent temporairement un mélange de lave et de vapeur d'eau. Les environs se recouvrent alors d'un dépôt peu épais mélangeant de fins fragments de verre volcanique et des cristaux de sel expulsés avec la vapeur d'eau et emportés par le vent. Lorsque cette activité phréato-magmatique se termine vers midi le 14 janvier, seules trois fissures, totalisant 200 mètres de longueur, continuent d'émettre de la lave. Les fontaines construisent de petits cônes de scories de dix mètres de hauteur autour des bouches éruptives et la lave qui s'en échappe par l'ouverture au nord continue d'alimenter la coulée de lave, longue de 1,5 kilomètre et distante de 500 mètres de l'océan Pacifique.

### Première avancée dans l'océan

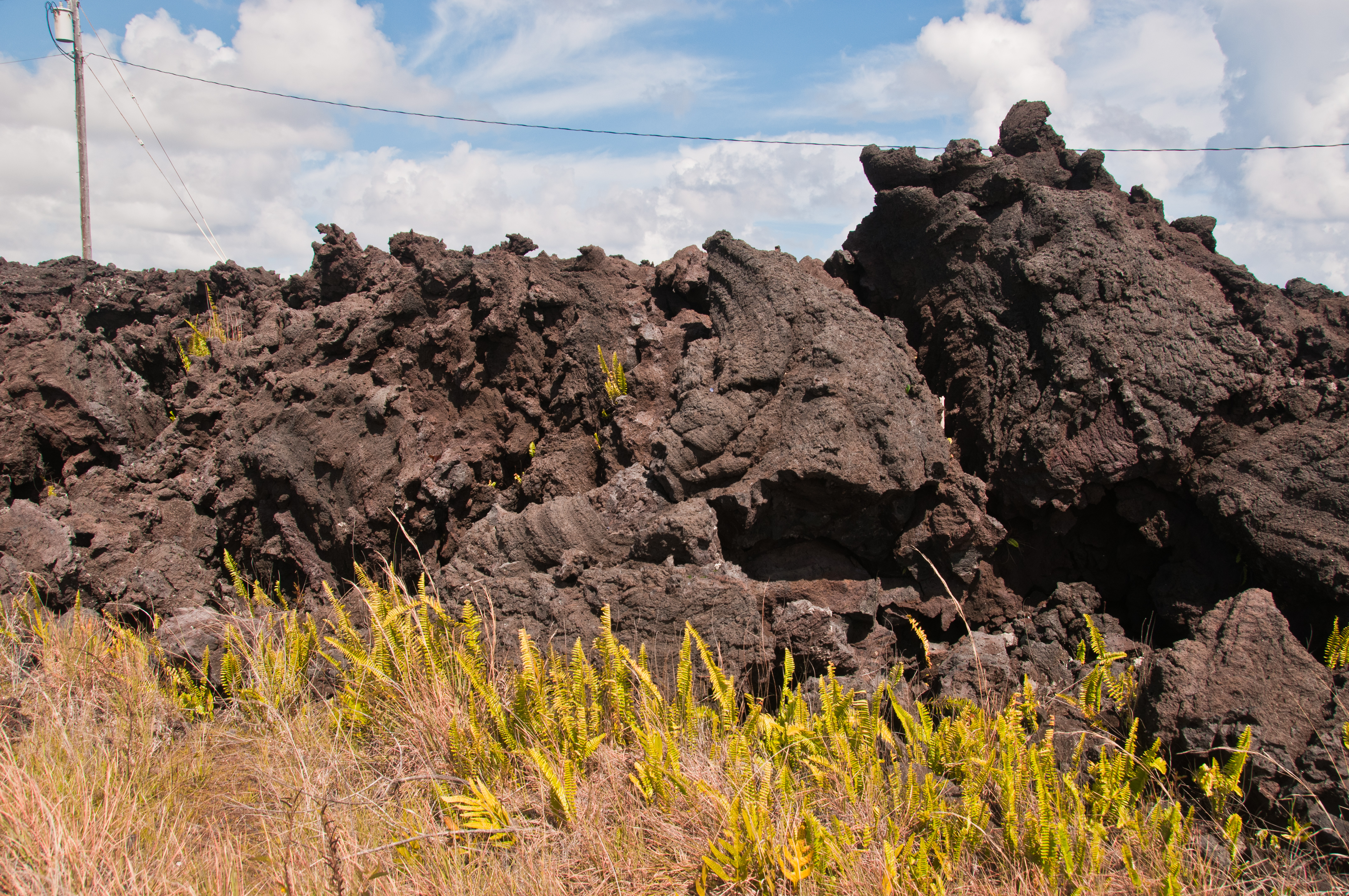
Vue de la coulée de lave en 2011.

La coulée de lave, après avoir progressé de 3,2 kilomètres à la vitesse moyenne de 88 m/h et mesurant 300 mètres de largeur pour une épaisseur de 6 mètres, atteint l'océan Pacifique au nord-est des fontaines, entre la pointe Kaoko et l'étang Higashi, le 15 janvier peu après 8 h. L'eau de mer, réchauffée jusqu'à 39 °C à 300 mètres du littoral et au-dessus de 28 °C jusqu'à 500 mètres, produit un important panache de vapeur d'eau qui s'élève au-dessus de la côte. La lave progresse à la fois dans la mer, jusqu'à 100 mètres de l'ancien trait de côte à 23 h, mais dévie aussi vers le sud en direction de l'étang Higashi. Ce petit plan d'eau relié à l'océan par un étroit chenal s'est formé par un précédent affaissement du graben au cours de l'éruption du Kīlauea en mai 1924. Après plusieurs heures de phases d'avancées et de stagnation, la coulée de lave pénètre le 16 janvier vers 19 h 45 dans l'étang Higashi au niveau du chenal, le coupant de l'océan.
Plus au sud, un second front de la coulée se détache du flot principal et progresse vers l'est. Il bute contre le Puʻu Kukae, un petit cône volcanique, et le contourne par le nord. Sur son chemin se trouvent les Warm Springs, des sources chaudes qui constituent un lieu de détente et de pique-nique, que la lave finit par rejoindre et combler vers minuit dans la nuit du 17 au 18 janvier. Cette partie de la coulée, poursuivant sa course, rejoint et s'avance dans l'étang Higashi par le sud-ouest avant que les deux fronts de lave ne se rencontrent et finissent de combler l'étang dont l'eau s'est totalement évaporée.
À partir du 16 janvier, l'activité des fissures se modifie puisque seule une d'entre elles rejette une fontaine de lave conséquente. Celle-ci voit sa hauteur augmenter, de 125 mètres dans la nuit du 15 au 16 janvier, à plus de 200 mètres à partir des premières heures du 16 avec des pointes à 275, 320, 365 et 425 mètres respectivement le matin du 16, dans la journée du 16, le matin du 17 janvier et le 18 janvier,. Le cône volcanique, long de 100 mètres, continue de s'accroître en fonction de l'activité des fontaines, passant de 30 à 50 mètres de hauteur en une journée pour atteindre 72 mètres de hauteur le 20 janvier.

### Destruction de Kapoho

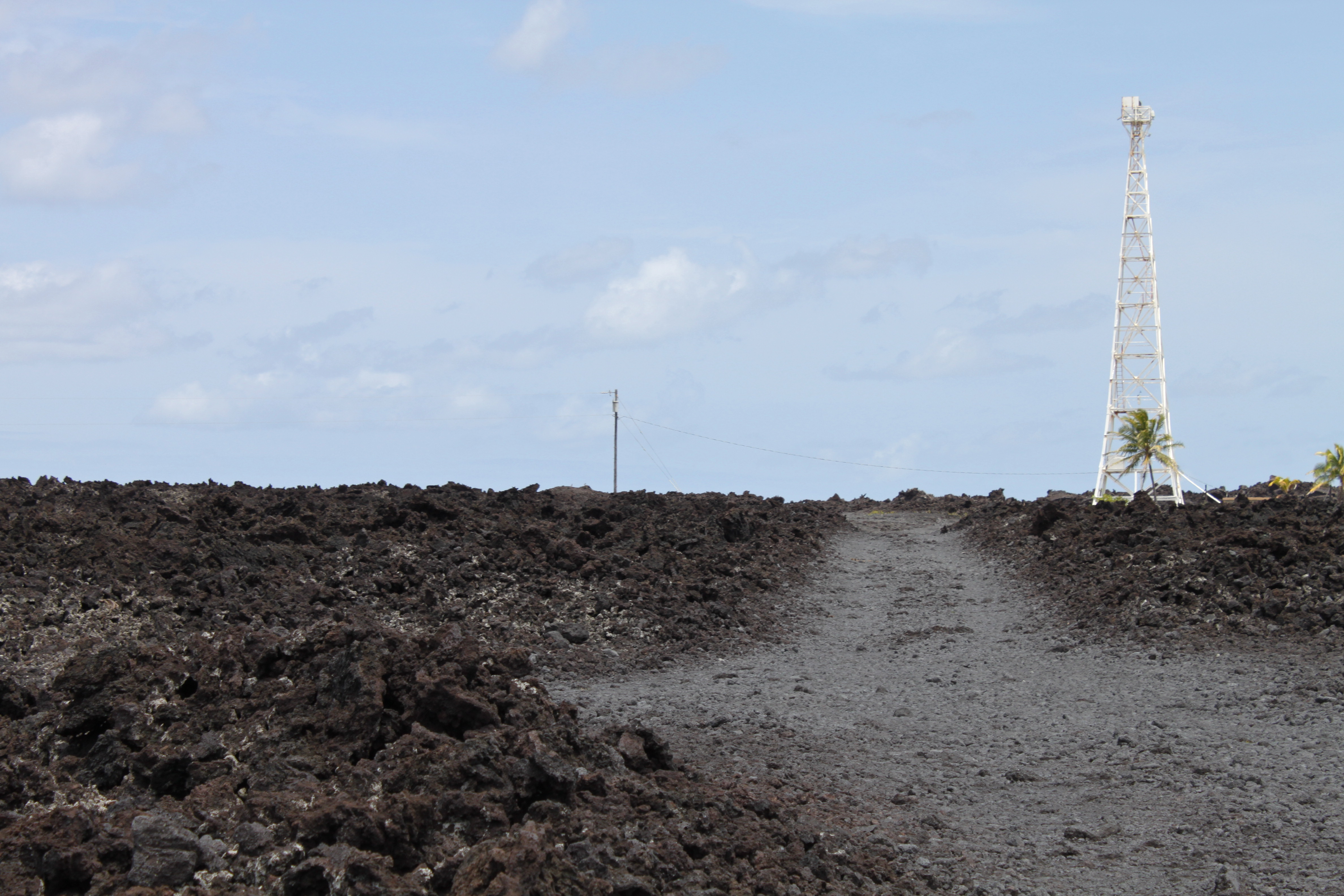
Vue du phare du cap Kumukahi entouré par la lave en 2010.

Au fur et à mesure que la lave avance, elle menace puis détruit des infrastructures, la première est la route littorale dans les premières heures de l'éruption, et des paysages comme l'étang Higashi. Ainsi, les autorités tentent de dévier ou stopper la coulée en certains endroits. Une première tentative est réalisée le 17 janvier pour protéger les Warm Springs, situées au pied du Puʻu Kukae, par l'édification d'une digue de 450 mètres de longueur et de 1,5 à 3 mètres de hauteur. Cependant, elle s'avère inefficace puisqu'à 17 h, la lave commence à passer au-dessus et à 20 h 30, elle est totalement submergée par la coulée qui poursuit sa course vers l'est.

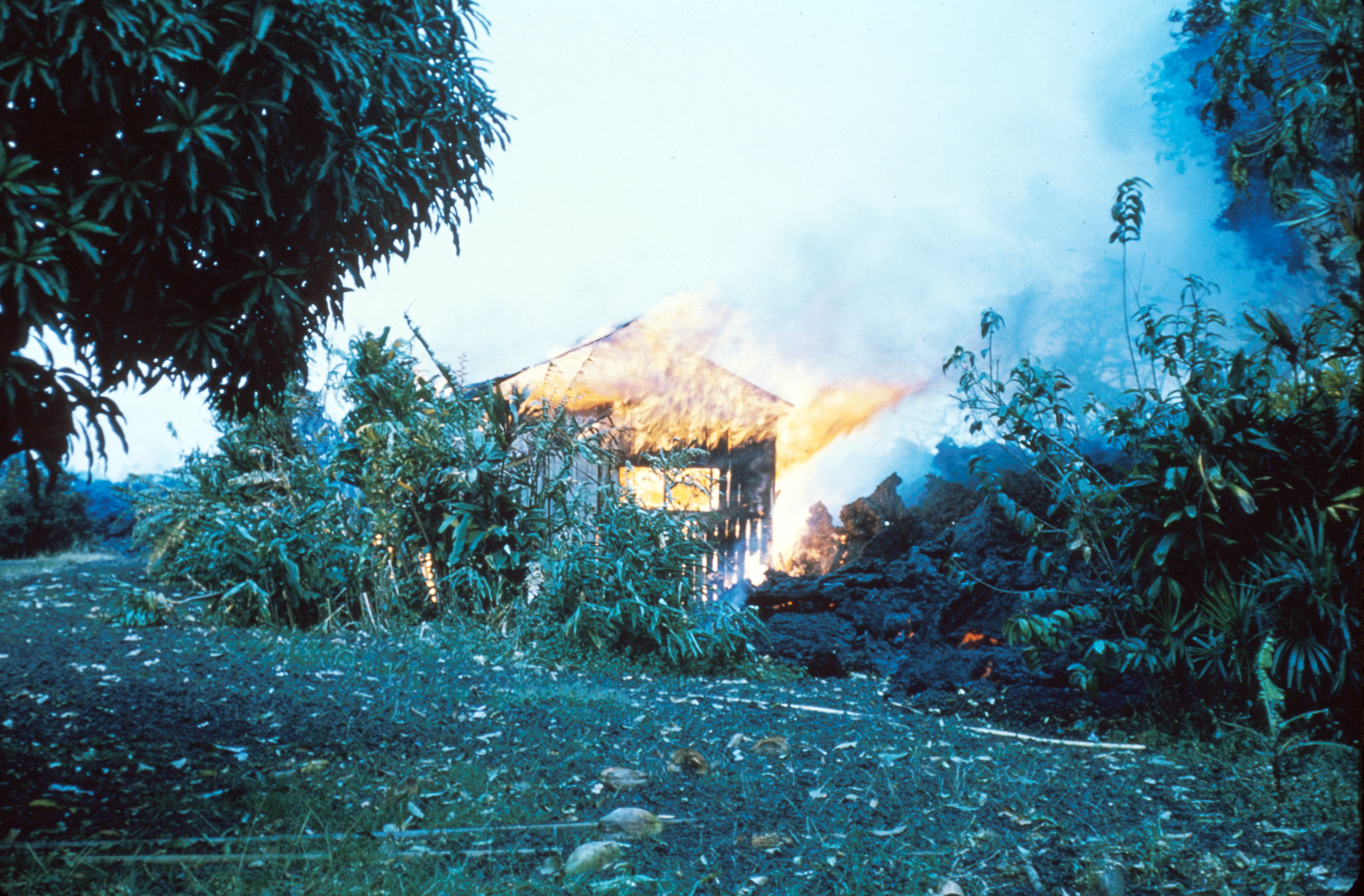
Maison du hameau de Koaʻe détruite par la coulée le 23 janvier.

Le lendemain, c'est la localité de Kapoho, jusqu'alors relativement épargnée par l'éruption en raison de son implantation légèrement en hauteur, qui est menacée par la lave. La coulée, qui est aux portes des habitations, commence à entrer dans le bourg à la faveur d'un effondrement du flanc sud du cône de scories qui a déversé d'importantes quantités de lave en direction des habitations. Le front de lave se déversant dans l'océan Pacifique changeant lui aussi de direction en progressant vers le cap Kumukahi, la coulée se déplace ainsi vers le sud sur toute sa longueur. Les habitations et l'école de Kapoho mais aussi le quartier de Kapoho Beach situé plus au sud sont alors menacés. Une première digue entre Kapoho et le cône volcanique du Puʻu Kukae est alors construite du 19 au 20 janvier. Elle mesure 4,5 à 6 mètres de hauteur mais son emplacement est mal choisi puisqu'elle s'élève entre 6 et 12 mètres en contrebas du seuil naturel entre le Puʻu Kukae et le cratère Kapoho. Cette digue est ainsi submergée par la coulée de lave de six mètres d'épaisseur le 23 janvier à 15 h 30. Le même jour, dans le hameau de Koaʻe situé au nord de Kapoho, de l'autre côté de la coulée, cinq bâtiments dont une église sont détruits par la lave après plusieurs jours d'avancée très lente de la coulée. Aucune digue n'y est construite pour stopper la lave qui cesse d'avancer le 28 janvier.

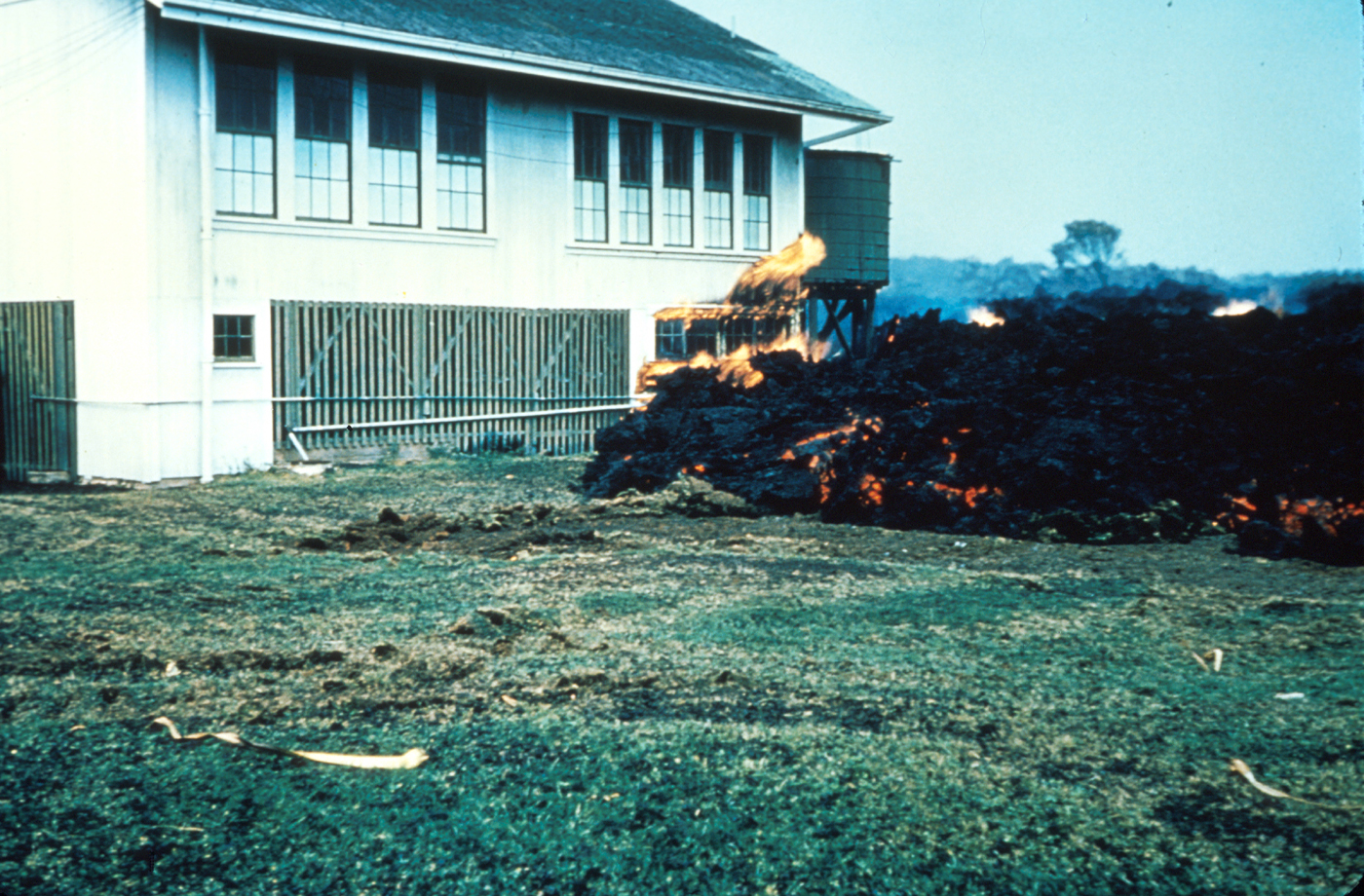
Destruction de l'école de Kapoho par la coulée le 28 janvier.

La première barrière visant à protéger Kapoho s'avère inefficace mais elle retarde assez longtemps la coulée pour permettre aux bulldozers d'édifier une seconde digue, en retrait de la première, à nouveau entre le Puʻu Kukae et le cratère Kapoho. Cette digue « de la dernière chance », construite les 23 et 24 janvier, est inefficace comme la première puisque contournée par la lave le 27 janvier à 1 h. Les premières maisons sont alors détruites, consumées par la chaleur puis écrasées par le mur de lave qui progresse lentement. S'étendant derrière ce front de lave, un vaste champ de lave liquide menace d'engloutir à tout instant et soudainement le village si le bord de la coulée venait à se rompre. Ce scénario catastrophe ne se produira pas mais sera remplacé par un autre lorsque certaines des fissures se réactivent et rejettent de la lave ʻaʻā. La nouvelle coulée arrive rapidement aux portes de Kapoho et progresse dans le bourg par le sud-ouest, détruisant chaque bâtiment qui se trouve sur son passage. Le 27 janvier à minuit et au bout de seulement trente minutes, la plupart de Kapoho est détruite. Les deux dernières constructions encore debout sont englouties le 30 janvier lors d'une dernière avancée de la lave.
Malgré la destruction de Kapoho, une troisième digue, elle aussi qualifiée « de la dernière chance », est construite une nouvelle fois en retrait des deux premières, toujours entre le cratère Kapoho et le Puʻu Kukae. D'une hauteur d'au moins cinq mètres sur ses 450 mètres de longueur, elle constitue la dernière possibilité de protection de l'école et du cimetière qui se trouvent juste derrière. La lave butte contre la digue le 28 janvier à partir de 4 h et s'amasse au point d'atteindre une épaisseur de quinze mètres. De par la pression qu'elle exerce contre la digue et contre le Puʻu Kukae, la lave va s'infiltrer dans le cône volcanique constitué de cendres peu consolidées. Un fragment de 150 mètres de longueur va alors être arraché du cône et flotter à la surface de la coulée, à dix mètres au-dessus de sa position initiale. Parvenant à passer sous la digue et à émerger de l'autre côté, la lave continue sa progression vers le sud-est et atteint l'école, qui est détruite de 10 h à 12 h 30, et le cimetière. Finalement, la digue est submergée par la lave à partir du 5 février.

### Cap Kumukahi et Kapoho Beach

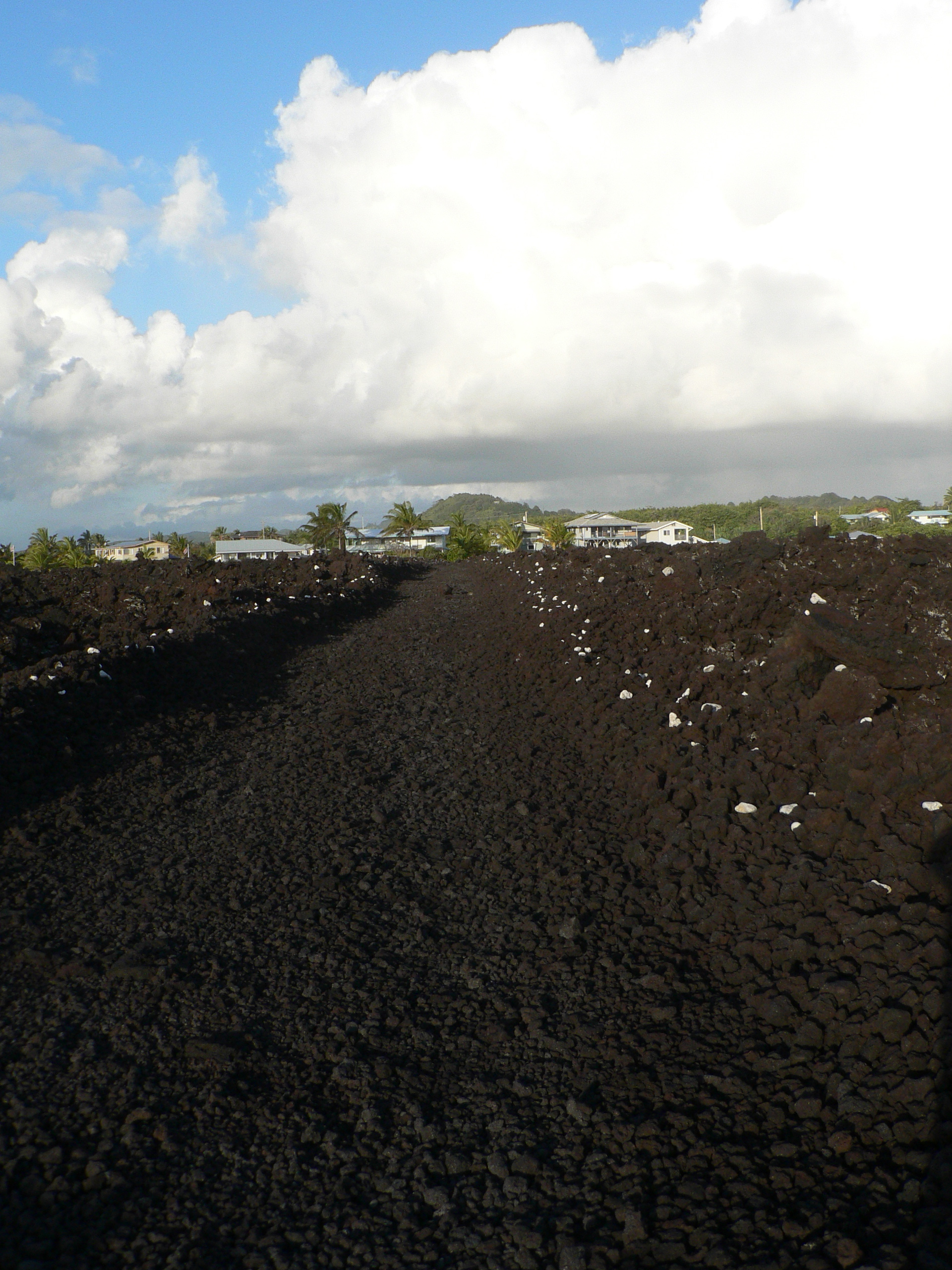
Vue de la coulée de lave en 2010 à travers laquelle une piste menant à Kapoho Beach a été aménagée.

En même temps que la lutte contre l'avancée de la lave s'organise pour protéger Kapoho, une autre digue est construite à partir du 21 janvier, de l'autre côté du Puʻu Kukae, entre ce cône volcanique et l'océan Pacifique, le long d'une crête peu marquée. D'une longueur de 1,6 kilomètre, elle a pour but d'épargner de la destruction le quartier de Kapoho Beach et les installations des garde-côtes au cap Kumukahi dont le phare.
Cette levée s'avère elle aussi inefficace puisque après avoir buté contre, la lave ouvre quatre brèches le 28 janvier et le lendemain, elle est submergée sur la majorité de sa longueur. La lave contourne aussi cette barrière, notamment au nord en avançant dans l'océan, en bifurquant vers le sud puis en s'arrêtant avant d'avoir atteint le phare. Celui-ci est entouré par la lave qui s'avance en mer en repoussant ainsi plus à l'est le cap Kumukahi. Une fois passé l'obstacle de la digue, la lave s'écoule rapidement en direction du sud. Progressant à la fois sur terre et s'avançant en mer, elle atteint Kapoho Beach le 2 février, y détruit six maisons et s'arrête le 5 février.

### Fin de l'éruption
Dès le 27 janvier et surtout à partir du 30, la température de la lave augmente de 20 à 50 °C et sa composition minéralogique se modifie avec notamment une forte hausse du taux d'olivine, entraînant la formation de deux fontaines de lave plus étroites et plus hautes. Le jour de la destruction de Kapoho, le 27 janvier, se forme ainsi un amoncellement de scories d'un kilomètre de longueur et de plusieurs dizaines de mètres d'épaisseur en direction du nord-est lorsque de grandes quantités de téphras sont rejetées par la fontaine principale et recouvrent le lac de lave. Ce changement de comportement est interprété comme l'arrivée en surface d'un magma provenant de la chambre magmatique sommitale du Kīlauea mélangé à celui présent sous Kapoho depuis au moins 1955. Ce magma exogène proviendrait du reliquat d'un volume de 12 × 106 m3 de l'éruption de fin 1959 au Kīlauea Iki et qui se serait frayé un passage sous le rift Est jusqu'à Kapoho. Cette nouvelle lave se dirige vers le nord-est et continue d'avancer dans l'océan Pacifique juste au nord du cap Kumukahi jusqu'au 13 février.
Après un dernier sursaut au cours duquel les fontaines atteignent 300 mètres de hauteur, elles se tarissent progressivement et cessent de rejeter toute lave le 19 février, marquant la fin de l'éruption. Le cône volcanique le plus élevé, qui culmine à plus de cent mètres au-dessus des terrains environnants, est baptisé Puʻu Laimana en l'honneur de la famille Lyman qui possédait les terrains où se sont ouverts les fissures.

### Sommet du Kīlauea
Alors que les manifestations les plus visibles de l'éruption se trouvent à Kapoho, le sommet du Kīlauea est lui aussi affecté par l'éruption. Elle se traduit par le dégonflement du sommet du volcan à partir du 17 janvier, indiquant la vidange de la chambre magmatique via les fissures ouvertes à Kapoho. Ce dégonflement, le plus important enregistré sur le Kīlauea à l'époque, se poursuivra une fois l'éruption terminée jusqu'en juillet 1960. Il est accompagné de petits séismes à partir du 23 janvier, jusqu'à plusieurs centaines par jour, provoqués par la fracturation de la roche entourant la chambre magmatique en raison des changements de contraintes de pression.
En surface, le dégonflement et les séismes se traduisent par l'agrandissement d'anciennes fissures, l'ouverture de nouvelles et des chutes de rochers sur les parois du Halemaʻumaʻu. L'élément le plus significatif est l'apparition dans le fond de ce cratère d'un anneau de fumerolles de soixante mètres de diamètre le 5 février. Cette formation n'est pas nouvelle puisque de telles fumerolles étaient déjà apparues au même endroit lors de l'éruption de mai 1924, juste avant l'effondrement et l'explosion du cratère. Dans la nuit du 6 au 7 février, un tel effondrement débute par la lente mais continue subsidence du fond du cratère accompagnée de grondements sourds. Dans les premières heures du jour, une dépression de six à neuf mètres de profondeur se forme, à la surface craquelée d'où s'échappent des filets de lave liquide, restes non solidifiés du lac de lave de 90 mètres de profondeur formé en 1952 et isolés de la surface par de la lave plus récente. Alors qu'elle atteint trente mètres de profondeur, l'effondrement s'accélère subitement à 11 h 51. En neuf minutes, la dépression mesure 300 mètres de diamètre et 90 mètres de profondeur. Une fissure circulaire s'ouvre dans la partie supérieure de son rebord et laisse s'échapper de grandes quantités de lave de l'éruption de 1952. Jusqu'au 11 février, cette lave s'accumulera dans le fond de la dépression pour former un lac de lave de vingt mètres de profondeur.
Le 9 février, une seconde dépression se forme en dix minutes environ au sud-ouest de la première mais aucune lave n'y est émise. Le 12 février, un puissant séisme frappe le Kīlauea. De nombreuses fissures s'ouvrent à quelques kilomètres au sud du Halemaʻumaʻu, l'une d'elles formant un petit escarpement de quinze centimètres de hauteur à travers la route d'Hilina Pali. Une autre puissante secousse se produit le 7 mars, occasionnant quelques dégâts à Volcano et à des bâtiments du parc national des volcans d'Hawaï. Le 11 mars, un troisième effondrement se produit dans le fond du cratère de Halemaʻumaʻu accompagné d'un affleurement de lave. Une dépression de 120 mètres de longueur, 90 mètres de largeur et 30 mètres de profondeur se forme en 25 minutes au nord-est des deux premières, au pied de la paroi du cratère. Ces effondrements dans le Halemaʻumaʻu représenteront un volume total de 22 × 106 m3, soit la moitié du volume de lave émis lors de l'éruption de 1952 qui a formé le lac de lave, mais il ne seront suivis d'aucune autre manifestation contrairement à l'éruption de 1924.

## Conséquences

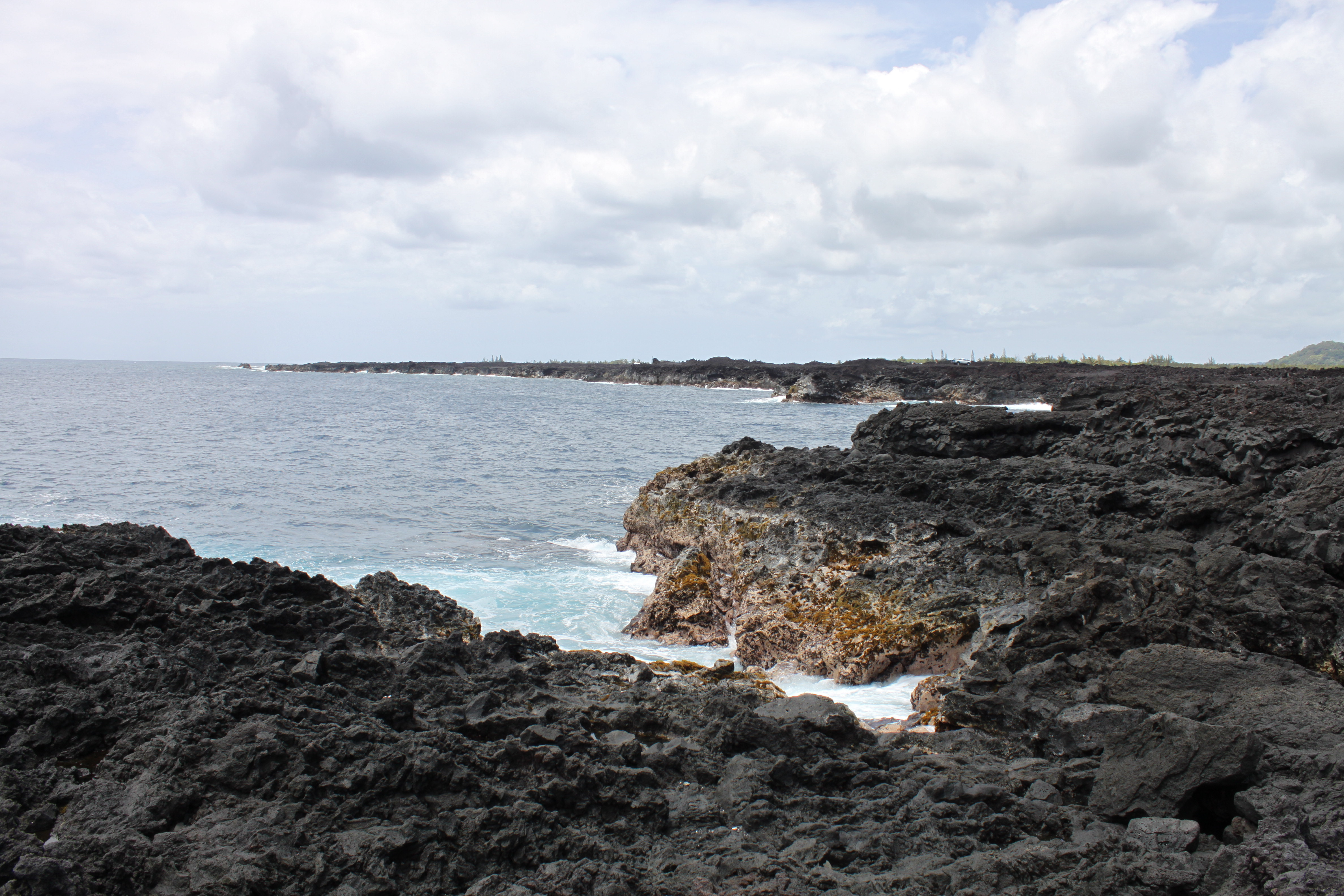
Vue du cap Kumukahi en 2010, point le plus oriental d'Hawaï.

Une fois l'éruption terminée le 19 février, les 122 × 106 m3 de lave et les 7,5 × 106 m3 de téphras rejetés recouvrent une superficie de plus de 10 km2 dont 2 km2 de nouvelles terres gagnées sur la mer, amenant son indice d'explosivité volcanique à 2. Ces chiffres font de cette éruption la troisième plus puissante du Kīlauea au XXe siècle après celles, postérieures, du Mauna Ulu de 1969 à 1974 et du Puʻu ʻŌʻō à partir de 1983.
Une localité de 300 habitants, une école, des églises, des routes, des cultures ont été détruites et recouvertes par plusieurs mètres d'une lave qui s'est avancée en mer, modifiant le trait de côte en amenant notamment le cap Kumukahi, point le plus oriental d'Hawaï, un peu plus vers l'est. Après le refroidissement de la lave, Kapoho n'est pas reconstruite, à l'exception de quelques bâtiments au sud-ouest de l'emplacement de l'ancienne localité, à côté de la coulée de lave. Les routes sont retracées, la côtière traversant la coulée de lave de part en part et celle menant au phare du cap Kumukahi via Kapoho reprenant l'ancien itinéraire. Une partie de la coulée de lave, notamment la masse de téphras formée le 27 janvier, est depuis exploitée comme carrière de scories non loin de Koaʻe.